# Bas-et-Lezat
Bas-et-Lezat är en kommun i departementet Puy-de-Dôme i regionen Auvergne-Rhône-Alpes i centrala Frankrike. Kommunen ligger i kantonen Randan som tillhör arrondissementet Riom. År 2022 hade Bas-et-Lezat 346 invånare.

## Befolkningsutveckling
Antalet invånare i kommunen Bas-et-Lezat
| Referens: INSEE |